# Municipio di New York
Il Municipio di New York (in inglese: New York City Hall) è posto al centro del parco municipale, nel quartiere Civic Center della zona di Lower Manhattan tra Broadway, Park Row e Chambers Street.
Il palazzo è il più vecchio municipio degli Stati Uniti che ancora è adibito alla sua funzione originaria.
Costruito tra il 1803 e il 1812, è incluso nella lista dei National Historic Landmark.

## Storia
Il primo municipio venne costruito nel XVII secolo in Pearl Street. Venne successivamente sostituito da una nuova costruzione nella zona di Wall Street, che venne poi rinominata Federal Hall quando New York divenne la prima capitale degli Stati Uniti dopo la guerra civile.
Già nel 1776 il consiglio comunale iniziò a programmare la costruzione di un nuovo municipio, che sarebbe sorto in quello che allora era il limite nord della città, l'attuale City Hall Park, ma le difficoltà economiche in cui versava la città dopo la guerra fecero dilazionare l'inizio dei lavori.
Finalmente nel 1802 la città indisse un concorso per la progettazione. Il primo premio di 350 dollari venne assegnato a John McComb Jr. e Joseph Francois Mangin. 
Tuttavia gli architetti dovettero modificare il progetto originario riducendolo di dimensioni, perché giudicato eccessivo dal consiglio comunale.
I lavori vennero più volte rallentati da dispute politiche e anche da un'epidemia di febbre gialla, finché il palazzo non aprì ufficialmente nel 1812.

## Architettura
Dal punto di vista architettonico la City Hall è una combinazione di stile Rinascimentale Francese (all'esterno) e Americano (all'interno). Il palazzo è composto da un padiglione centrale e due ali. La scalinata frontale porta a un colonnato in stile Ionico che sorregge la balconata, al primo piano la facciata è scandita da otto semi-colonne con capitelli in stile Corinzio. L'originale facciata in marmo del Massachusetts è stata completamente rifatta nel 1954.
Sotto all'antistante City Hall plaza era posizionata una stazione della metropolitana: in origine terminal della prima linea metropolitana di New York, era considerata una delle stazioni più belle della rete cittadina. La stazione è ancora esistente e attraversata dai treni, ma venne chiusa ai passeggeri a partire dal 31 dicembre 1945.